# Anablepsoides cryptocallus
Anablepsoides cryptocallus es un pez de agua dulce la familia de los rivulines en el orden de los ciprinodontiformes.

## Morfología
De cuerpo alargado, los machos pueden alcanzar los 8,5 cm de longitud máxima.

## Distribución geográfica
Se encuentran en ríos de Centroamérica en la isla de la Martinica, siendo aún cuestionable si también habita ríos de Santa Lucía.

## Hábitat
Viven en pequeños cursos de agua entre 22 y 26°C, de comportamiento bentopelágico, es una especie no migradora.
Es fácil de mantener en acuario.